# Alessandro Caselli
Alessandro Caselli (Penne, 18 febbraio 1920 – Coriza, 18 novembre 1940) è stato un militare e aviatore italiano, decorato di medaglia d'oro al valor militare alla memoria nel corso della seconda guerra mondiale.

## Biografia
Nacque a Penne, provincia di Pescara, il 18 febbraio 1920. Conseguito il diploma presso l'Istituto magistrale di Roma, nel gennaio 1939 iniziò a frequentare la Scuola di pilotaggio di Pescara in qualità di allievo ufficiale pilota. Divenuto primo aviere pilota nel mese luglio, conseguì poi il brevetto di pilota militare, la promozione a sottotenente di complemento nell’ottobre dello stesso anno. Assegnato al 7º Stormo Bombardamento Terrestre, frequentò la Scuola di bombardamento sull'aeroporto della Malpensa ottenendo l'abilitazione al pilotaggio degli apparecchi Caproni Ca.310, Fiat B.R.20 Cicogna e Savoia-Marchetti S.79 Sparviero. Nell'aprile 1940 fu assegnato al 105º Gruppo Autonomo Bombardamento Terrestre venendo mobilitato all'inizio delle ostilità con la Francia e la Gran Bretagna. Trasferito sull'aeroporto di Catania con la 255ª Squadriglia, 105º Gruppo, 46º Stormo prese parte ad azioni di bombardamento su formazioni navali nemiche per cui fu proposto per il passaggio in servizio permanente effettivo. Nell’ottobre 1940 raggiungeva col suo reparto il fronte greco-albanese dove compì numerose missioni di ricognizione e bombardamento e sostenne duri e vittoriosi scontri con la caccia nemica. Cadde in combattimento sul cielo di Coriza il 18 novembre 1940,  dopo aver messo in salvo i cinque uomini del suo equipaggio. Aveva abbattuto due aerei nemici. Sepolto nel cimitero di Tirana, il suo corpo fu successivamente traslato nel Sacrario dei caduti d'oltremare di Bari. Per onorarne il coraggio fu decorato con la medaglia d'oro al valor militare alla memoria.

### Fonti
1. 1 2 3 4 5 6 7  Combattenti Liberazione.
2. 1 2  Gruppo Medaglie d'Oro al Valor Militare 1965, p. 461.
3. 1 2  Ufficio Storico dell'Aeronautica Militare 1969, p. 146.
4. 1 2 3  Notizia da Abruzzo.
5. ↑   Medaglia d'oro al valor militare Caselli Alessandro, su quirinale.it, Quirinale. URL consultato l'11 luglio 2021.